# Dioctria navasi
Dioctria navasi är en tvåvingeart som beskrevs av Seguy 1929. Dioctria navasi ingår i släktet Dioctria och familjen rovflugor. Inga underarter finns listade i Catalogue of Life.